# La Mina (Uruguai)
La Mina és una entitat de població de l'Uruguai, ubicada al nord-est del departament de Cerro Largo. Forma part d'un nucli de pobles, amb un radi de 3.186 habitants, segons les dades del cens del 2004.
Es troba a 160 metres sobre el nivell del mar.